# Kuusisaari (ö i Mellersta Finland, Jyväskylä)
Kuusisaari är en ö i Finland. Den ligger i sjön Leppävesi och i kommunen Laukas i den ekonomiska regionen  Jyväskylä ekonomiska region  och landskapet Mellersta Finland, i den centrala delen av landet, 240 km norr om huvudstaden Helsingfors. Öns area är 1,71 kvadratkilometer och dess största längd är 2,3 kilometer i nord-sydlig riktning.